# Liste der Abgeordneten zum Österreichischen Nationalrat (XXVII. Gesetzgebungsperiode)
- SPÖ: 40
- GRÜNE: 26
- NEOS: 15
- FPÖ: 31
- ÖVP: 71

- SPÖ: 40
- GRÜNE: 26
- NEOS: 15
- FPÖ: 30
- ÖVP: 71
- Sonst.: 1

Diese Liste der Abgeordneten zum österreichischen Nationalrat (XXVII. Gesetzgebungsperiode) listet die Abgeordneten zum österreichischen Nationalrat in der XXVII. Gesetzgebungsperiode auf. Die Gesetzgebungsperiode begann mit der konstituierenden Sitzung des Nationalrats am 23. Oktober 2019.
Nach der Nationalratswahl vom 29. September 2019 entfielen von den 183 Mandaten 71 auf die Österreichische Volkspartei (ÖVP), 40 auf die Sozialdemokratische Partei Österreichs (SPÖ), 31 auf die Freiheitliche Partei Österreichs (FPÖ). Die Grünen – Die Grüne Alternative (GRÜNE) schafften den Wiedereinzug und erreichten 26 Mandate, NEOS – Das Neue Österreich und Liberales Forum erreichte 15 Mandate. Nicht mehr vertreten ist die Liste Peter Pilz, diese verfehlte wegen der Vier-Prozent-Hürde den Einzug ins Parlament.
Bei NEOS haben sich alle bisherigen Mandatare, die auch angetreten sind, wieder für einen Parlamentssitz qualifiziert, neu sind unter anderem Helmut Brandstätter und der Tiroler Johannes Margreiter. Für die SPÖ zieht der frühere Bundesgeschäftsführer Max Lercher erstmals in den Nationalrat ein. Philippa Strache zog als fraktionslose Abgeordnete auf einem Mandat der FPÖ in den Nationalrat ein und wurde am 23. Oktober 2019 aus der FPÖ ausgeschlossen.

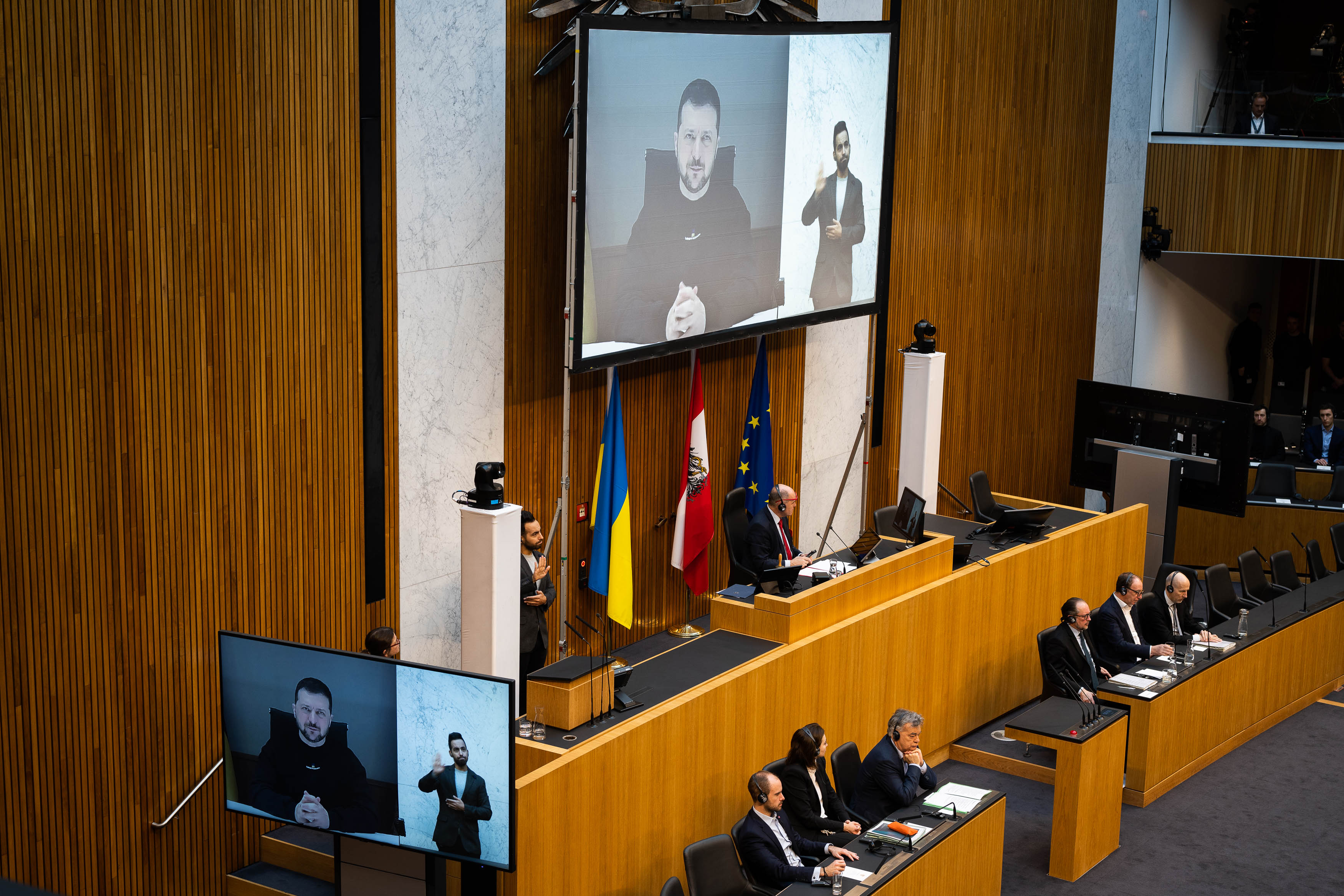
Nationalratssitzung am 30. März 2023, Rede des ukrainischen Präsidenten Wolodymyr Selenskyj

## Statistik
Im Dezember 2019 beträgt der Frauenanteil des Nationalrats 39,34 Prozent (vergleiche Frauenanteile ab 1918). Grüne haben 57,7 Prozent weibliche Abgeordnete und SPÖ 47,5 Prozent; beide profitieren somit vom erstmals vergebenen Finanz-Bonus für einen über 40-prozentigen Frauenanteil. Jüngster Abgeordneter ist zu Beginn der Gesetzgebungsperiode Yannick Shetty (NEOS), älteste Abgeordnete Elisabeth Scheucher-Pichler (ÖVP).

## Präsidium
Die Wahl der drei Nationalratspräsidenten erfolgte unmittelbar nach der Konstituierung und Angelobung der Abgeordneten in der ersten Sitzung am 23. Oktober 2019. Traditionsgemäß besetzt die stärkste Fraktion die Position des Präsidenten, die zweit- und drittstärkste jeweils die des Zweiten und Dritten NR-Präsidenten.
Als Nationalratspräsident wurde Wolfgang Sobotka (ÖVP) mit 143 der 163 gültig abgegebenen Stimmen (88 Prozent) wiedergewählt, Zweite Nationalratspräsidentin wurde erneut Doris Bures (SPÖ) mit 142 der 171 gültigen Stimmen (83 Prozent). Als Dritter Nationalratspräsident folgte Norbert Hofer Anneliese Kitzmüller (beide FPÖ) nach, die bei der Nationalratswahl nicht mehr kandidierte und aus dem Nationalrat ausschied. Neben Hofer stand auch die Grüne Mandatarin Eva Blimlinger zur Wahl. Hofer erhielt 123 der 166 gültig abgegebenen Stimmen und damit rund 74 Prozent. Blimlinger erhielt 34 Stimmen.
Die Präsidialkonferenz zur Vorbereitung der konstituierenden Sitzung des neu gewählten Nationalrats trat am 16. Oktober 2019 zusammen. Neben dem Sitzplan und der Größe der Ausschüsse wurde die Redezeitverteilung im Rahmen der sogenannten Wiener Stunde festgelegt.

## Parlamentsklubs
Der ÖVP-Parlamentsklub wählte am 22. Oktober 2019 Sebastian Kurz zum Klubobmann, August Wöginger wurde zum ersten stellvertretenden Klubchef bestimmt, Wolfgang Sobotka wurde als Nationalratspräsident nominiert. Zu weiteren Klubobmann-Stellvertreter gewählt wurden Peter Haubner, Georg Strasser, Michael Hammer, Elisabeth Köstinger, Angelika Winzig, Gaby Schwarz und Karl Bader.
Die Grünen wählten am 22. Oktober 2019 Werner Kogler zum Klubchef ihres Parlamentsklubs, Sigrid Maurer wurde zur Vizeklubchefin und geschäftsführenden Parlamentarierin gekürt. Weitere Stellvertreterinnen wurden Leonore Gewessler und Ewa Ernst-Dziedzic. Zu Mitgliedern der grünen Klubleitung wurden auch Astrid Rössler, Olga Voglauer und Jakob Schwarz bestimmt, Klubgeschäftsführer bzw. -direktor wurde Wolfgang Niklfeld. Am 19. Jänner 2021 wurden Olga Voglauer und Meri Disoski als Nachfolgerinnen von Ewa Ernst-Dziedzic und Astrid Rössler zu den Stellvertreterinnen von Klubobfrau Sigrid Maurer gewählt.
Die FPÖ wählte Herbert Kickl am 22. Oktober 2019 zum Obmann ihres Parlamentsklubs. Norbert Hofer wurde als Kandidat für das Amt des Dritten Nationalratspräsidenten nominiert. Klubobmann-Stellvertreter wurden Dagmar Belakowitsch, Susanne Fürst, Hannes Amesbauer, Erwin Angerer und Peter Wurm. Dem Klubpräsidium gehören auch Christian Hafenecker, Reinhard Bösch, Volker Reifenberger, Gerhard Kaniak und Axel Kassegger sowie Harald Vilimsky und Monika Mühlwerth an. Gerhard Kaniak wurde zum Finanzreferenten bestellt.
Der SPÖ-Parlamentsklub wählte Pamela Rendi-Wagner zur Klubchefin, erster Stellvertreter wurde Jörg Leichtfried. Zu weiteren stellvertretenden Klubvorsitzenden wurden Gabriele Heinisch-Hosek, Andreas Kollross, Philip Kucher, Andrea Kuntzl und Alois Stöger gewählt. Weitere Mitglieder des Klubpräsidiums wurden Korinna Schumann, Elisabeth Grimling sowie Andreas Schieder. Beigezogene Mitglieder sind Doris Bures, Markus Vogl, Christian Deutsch sowie die Klubdirektoren. Als Kandidatin der SPÖ für das Amt der Zweiten Nationalratspräsidentin wurde Doris Bures nominiert.
Der NEOS-Parlamentsklub wählte Beate Meinl-Reisinger am 23. Oktober 2019 zur Klubobfrau und Gerald Loacker sowie Nikolaus Scherak zu ihren Stellvertretern. Finanzreferent blieb Michael Bernhard.
Nach der Regierungsbildung in Österreich 2019 und Angelobung der Bundesregierung Kurz II am 7. Jänner 2020 wurde Sigrid Maurer als Nachfolgerin des kurz davor angelobten Vizekanzlers Werner Kogler zur Klubobfrau der Grünen gewählt. Der ÖVP-Parlamentsklub wählte August Wöginger am 3. Jänner 2020 zum Klubobmann, er folgte damit Sebastian Kurz nach, der den ÖVP-Parlamentsklub für die Dauer der Regierungsbildung interimistisch geleitet hatte.
Nach Bekanntwerden der ÖVP-Korruptionsaffäre und Angelobung von Alexander Schallenberg als Bundeskanzler der Bundesregierung Schallenberg am 11. Oktober 2021 wurde Sebastian Kurz zum Klubobmann und August Wöginger zum ersten Klubobmann-Stellvertreter gewählt.

## Abgeordnete
Legende: Geb = Geburtsjahr, Gst = Todesjahr
| Name                          | Bild | Geb  | Gst  | Wahlpartei | Wahlpartei | Mandat | Anmerkung |
| ----------------------------- | ---- | ---- | ---- | ---------- | ---------- | --- | --- |
| Amesbauer Hannes              |      | 1981 |      |            | FPÖ        | 6D – Obersteiermark | |
| Angerer Erwin                 |      | 1964 |      |            | FPÖ        | 2 – Kärnten | bis 12. April 2023 Wechsel in den Landtag nach der Landtagswahl in Kärnten 2023, Nachrücker Maximilian Linder |
| Arlamovsky Karl-Arthur        |      | 1972 |      |            | NEOS       | Bundeswahlvorschlag | seit 11. Juni 2024 als Nachrücker für Helmut Brandstätter |
| Baumgartner Angela            |      | 1969 |      |            | ÖVP        | 3G – Niederösterreich Ost | [ 26 ] |
| Bayr Petra                    |      | 1968 |      |            | SPÖ        | 9D – Wien Süd | |
| Becher Ruth                   |      | 1956 |      |            | SPÖ        | 9G – Wien Nord | |
| Belakowitsch Dagmar           |      | 1968 |      |            | FPÖ        | 9 – Wien | [ 27 ] [ 28 ] |
| Berlakovich Nikolaus          |      | 1961 |      |            | ÖVP        | 1B – Burgenland Süd | [ 29 ] |
| Bernhard Michael              |      | 1981 |      |            | NEOS       | Bundeswahlvorschlag | [ 30 ] |
| Blimlinger Eva                |      | 1961 |      |            | GRÜNE      | 9 – Wien | [ 2 ] |
| Blümel Gernot                 |      | 1981 |      |            | ÖVP        | 9 – Wien | bis 7. Jänner 2020, Nachrückerin Romana Deckenbacher |
| Böker Ulrike                  |      | 1956 |      |            | GRÜNE      | 4 – Oberösterreich | seit 17. November 2023, Nachrückerin für Clemens Stammler |
| Bogner-Strauß Juliane         |      | 1971 |      |            | ÖVP        | 6A – Graz und Umgebung | bis 18. Dezember 2019 Wechsel in die Landesregierung Schützenhöfer II Nachrücker Martina Kaufmann (Regionalwahlkreis Graz) bzw. Josef Smolle (Landesliste) seit dem 19. Oktober 2023 anstelle von Karl Schmidhofer                                                                       |
| Bösch Reinhard Eugen          |      | 1957 |      |            | FPÖ        | 8 – Vorarlberg | bis 31. Oktober 2022, Nachrücker Thomas Spalt |
| Brandstätter Helmut           |      | 1955 |      |            | NEOS       | Bundeswahlvorschlag | bis 2024, Wechsel ins EU-Parlament, Nachrücker Karl-Arthur Arlamovsky |
| Brandstötter Henrike          |      | 1975 |      |            | NEOS       | Bundeswahlvorschlag | [ 30 ] |
| Brandweiner Lukas             |      | 1989 |      |            | ÖVP        | 3B – Waldviertel | [ 26 ] |
| Brückl Hermann                |      | 1968 |      |            | FPÖ        | 4B – Innviertel | [ 37 ] |
| Bures Doris                   |      | 1962 |      |            | SPÖ        | 9E – Wien Süd-West | 2. Nationalratspräsidentin |
| Bürstmayr Georg               |      | 1964 |      |            | GRÜNE      | Bundeswahlvorschlag | ab 9. Jänner 2020, Nachrücker für Alma Zadić |
| Deckenbacher Romana           |      | 1967 |      |            | ÖVP        | 9 – Wien | ab 9. Jänner 2020, Nachrückerin für Gernot Blümel |
| Deimek Gerhard                |      | 1963 |      |            | FPÖ        | 4 – Oberösterreich | [ 37 ] |
| Diesner-Wais Martina          |      | 1968 |      |            | ÖVP        | 3B – Waldviertel | [ 26 ] |
| Disoski Meri                  |      | 1982 |      |            | GRÜNE      | 9 – Wien | |
| Doppelbauer Karin             |      | 1975 |      |            | NEOS       | 4 – Oberösterreich | |
| Drobits Christian             |      | 1968 |      |            | SPÖ        | 1 – Burgenland | Wechsel vom Landtag in den Nationalrat Nachrückerin im Landtag Elisabeth Böhm |
| Drozda Thomas                 |      | 1965 |      |            | SPÖ        | Bundeswahlvorschlag | bis 31. März 2021, Nachrücker Mario Lindner |
| Duzdar Muna                   |      | 1978 |      |            | SPÖ        | Bundeswahlvorschlag | seit 4. Juli 2023, Nachrückerin für Pamela Rendi-Wagner |
| Ecker Cornelia                |      | 1976 |      |            | SPÖ        | 5 – Salzburg | bis 19. September 2023 Nachrückerin Michaela Schmidt |
| Ecker Rosa                    |      | 1969 |      |            | FPÖ        | 4E – Mühlviertel | Wechsel vom Bundesrat in den Nationalrat Nachrücker im Bundesrat Thomas Dim |
| Einwallner Reinhold           |      | 1973 |      |            | SPÖ        | 8 – Vorarlberg | [ 36 ] |
| Egger Kurt                    |      | 1974 |      |            | ÖVP        | 6A – Graz und Umgebung | seit 1. Oktober 2021 Nachrücker für Karl Schmidhofer (Landesparteiliste 6) bzw. Martina Kaufmann (Regionalparteiliste 6A) |
| El-Nagashi Faika              |      | 1976 |      |            | GRÜNE      | 9 – Wien | Wechsel vom Landtag in den Nationalrat Nachrücker im Landtag Hans Arsenovic |
| Engelberg Martin              |      | 1960 |      |            | ÖVP        | Bundeswahlvorschlag | bis Dezember 2021 Bundeswahlvorschlag, seit Dezember 2021 für Karl Mahrer (Landeswahlkreis 9 – Wien), Nachrückerin auf Bundesparteiliste Bettina Rausch |
| Erasim Melanie                |      | 1983 |      |            | SPÖ        | 3 – Niederösterreich | ab 15. April 2021, Nachrückerin für Sonja Hammerschmid |
| Ernst-Dziedzic Ewa            |      | 1980 |      |            | GRÜNE      | 9E – Wien Süd-West | Wechsel vom Bundesrat in den Nationalrat Nachrücker im Bundesrat Marco Schreuder |
| Eßl Franz Leonhard            |      | 1957 |      |            | ÖVP        | 5C – Lungau/Pinzgau/Pongau | [ 42 ] |
| Eypeltauer Felix              |      | 1992 |      |            | NEOS       | 4 – Oberösterreich | bis 31. Oktober 2021, Nachrückerin Katharina Werner |
| Feichtinger Elisabeth         |      | 1987 |      |            | SPÖ        | 4D – Traunviertel | ab 13. Jänner 2021, Nachrückerin für Markus Vogl |
| Fiedler Fiona                 |      | 1976 |      |            | NEOS       | 6 – Steiermark | [ 30 ] |
| Fischer Ulrike                |      | 1972 |      |            | GRÜNE      | 3 – Niederösterreich | [ 26 ] |
| Fladerer Kerstin              |      | 1986 |      |            | ÖVP        | 6B – Oststeiermark | ab 3. Juli 2024, Nachrückerin für Reinhold Lopatka |
| Fuchs Hubert                  |      | 1969 |      |            | FPÖ        | Bundeswahlvorschlag | |
| Fürlinger Klaus               |      | 1959 |      |            | ÖVP        | 4A – Linz und Umgebung | [ 37 ] |
| Fürst Susanne                 |      | 1969 |      |            | FPÖ        | 4A – Linz und Umgebung | [ 37 ] |
| Gahr Hermann                  |      | 1960 |      |            | ÖVP        | 7B – Innsbruck-Land | [ 53 ] |
| Gerstl Wolfgang               |      | 1961 |      |            | ÖVP        | 9E – Wien Süd-West | |
| Gewessler Leonore             |      | 1977 |      |            | GRÜNE      | 4A – Linz und Umgebung | bis 7. Jänner 2020, Nachrückerin Agnes Sirkka Prammer |
| Gödl Ernst                    |      | 1971 |      |            | ÖVP        | 6A – Graz und Umgebung | [ 33 ] |
| Götze Elisabeth               |      | 1966 |      |            | GRÜNE      | 3 – Niederösterreich | [ 26 ] |
| Graf Martin                   |      | 1960 |      |            | FPÖ        | 9G – Wien Nord | |
| Graf Tanja                    |      | 1975 |      |            | ÖVP        | 5B – Flachgau/Tennengau | [ 42 ] |
| Grebien Heike                 |      | 1987 |      |            | GRÜNE      | 6A – Graz und Umgebung | seit 9. Jänner 2020, Nachrückerin für Werner Kogler |
| Greiner Karin                 |      | 1967 |      |            | SPÖ        | 6 – Steiermark | |
| Großbauer Maria               |      | 1980 |      |            | ÖVP        | Bundeswahlvorschlag | |
| Grünberg Kira                 |      | 1993 |      |            | ÖVP        | Bundeswahlvorschlag | |
| Hafenecker Christian          |      | 1980 |      |            | FPÖ        | 3D – Niederösterreich Mitte                                                                                                   | |
| Hamann Sibylle                |      | 1966 |      |            | GRÜNE      | Bundeswahlvorschlag | |
| Hammer Lukas                  |      | 1983 |      |            | GRÜNE      | 9F – Wien Nord-West | [ 54 ] |
| Hammer Michael                |      | 1977 |      |            | ÖVP        | 4E – Mühlviertel | [ 37 ] |
| Hammerschmid Sonja            |      | 1968 |      |            | SPÖ        | 3 – Niederösterreich | bis 14. April 2021, Nachrückerin Melanie Erasim |
| Hanger Andreas                |      | 1968 |      |            | ÖVP        | 3C – Mostviertel | [ 26 ] |
| Haubner Peter                 |      | 1960 |      |            | ÖVP        | 5B – Flachgau/Tennengau | [ 42 ] |
| Hauser Gerald                 |      | 1961 |      |            | FPÖ        | 7 – Tirol | [ 53 ] |
| Hechenberger Josef            |      | 1974 |      |            | ÖVP        | 7C – Unterland | [ 55 ] |
| Heinisch-Hosek Gabriele       |      | 1961 |      |            | SPÖ        | Bundeswahlvorschlag | [ 56 ] |
| Herbert Werner                |      | 1963 |      |            | FPÖ        | 3 – Niederösterreich | ab 23. März 2023, Nachrücker für Edith Mühlberghuber |
| Herr Julia                    |      | 1992 |      |            | SPÖ        | Bundeswahlvorschlag | [ 58 ] [ 59 ] |
| Himmelbauer Eva-Maria         |      | 1986 |      |            | ÖVP        | 3A – Weinviertel | [ 60 ] |
| Hintner Hans Stefan           |      | 1964 |      |            | ÖVP        | 3F – Thermenregion | [ 56 ] |
| Hofer Norbert                 |      | 1971 |      |            | FPÖ        | Bundeswahlvorschlag | 3. Nationalratspräsident |
| Höfinger Johann               |      | 1969 |      |            | ÖVP        | 3D – Niederösterreich Mitte                                                                                                   | [ 26 ] |
| Hofinger Manfred              |      | 1970 |      |            | ÖVP        | 4B – Innviertel | Wechsel von Regionalwahlkreis Innviertel auf Landesliste mit 9. Dezember 2021 für Claudia Plakolm/Andrea Holzner |
| Holzleitner Eva Maria         |      | 1993 |      |            | SPÖ        | 4 – Oberösterreich | [ 37 ] |
| Holzner Andrea                |      | 1964 |      |            | ÖVP        | 4B – Innviertel | seit 9. Dezember 2021, Nachrückerin für Claudia Plakolm (Landesliste) bzw. Manfred Hofinger (4B – Innviertel, Wechsel auf Landesliste) |
| Hörl Franz                    |      | 1956 |      |            | ÖVP        | 7 – Tirol | [ 53 ] |
| Hoyos-Trauttmansdorff Douglas |      | 1990 |      |            | NEOS       | Bundeswahlvorschlag | [ 30 ] |
| Jachs Johanna                 |      | 1991 |      |            | ÖVP        | 4E – Mühlviertel | [ 37 ] |
| Jeitler-Cincelli Carmen       |      | 1980 |      |            | ÖVP        | 3F – Thermenregion | [ 56 ] |
| Kaineder Stefan               |      | 1985 |      |            | GRÜNE      | 4 – Oberösterreich | Wechsel vom Landtag in den Nationalrat, Nachrückerin im Landtag Johanna Bors bis 7. Jänner 2020, Nachrücker Clemens Stammler |
| Kainz Alois                   |      | 1964 |      |            | FPÖ        | 3 – Niederösterreich | [ 26 ] |
| Kaniak Gerhard                |      | 1979 |      |            | FPÖ        | 4C – Hausruckviertel | [ 37 ] |
| Kassegger Axel                |      | 1966 |      |            | FPÖ        | 6A – Graz und Umgebung | |
| Kaufmann Martina              |      | 1989 |      |            | ÖVP        | 6 – Steiermark (bis 19. Dezember 2019, ab 1. Oktober 2021) 6A – Graz und Umgebung (ab 19. Dezember 2019, bis 1. Oktober 2021) | Wechsel von der Landesliste auf das Grazer Grundmandat für Juliane Bogner-Strauß/Josef Smolle im Dezember 2019 Wechsel vom Grazer Grundmandat auf Landesliste für Karl Schmidhofer/Kurt Egger mit 1. Oktober 2021                                                                        |
| Keck Dietmar                  |      | 1957 |      |            | SPÖ        | 4A – Linz und Umgebung | [ 37 ] |
| Kickl Herbert                 |      | 1968 |      |            | FPÖ        | Bundeswahlvorschlag | Klubobmann |
| Kirchbaumer Rebecca           |      | 1974 |      |            | ÖVP        | 7B – Innsbruck-Land | [ 53 ] |
| Köchl Klaus                   |      | 1961 |      |            | SPÖ        | 2 – Kärnten | Wechsel vom Landtag in den Nationalrat Nachrücker im Landtag Armin Geißler |
| Kogler Werner                 |      | 1961 |      |            | GRÜNE      | 6A – Graz und Umgebung | Klubobmann, bis 7. Jänner 2020, Nachrückerin Heike Grebien |
| Köllner Maximilian            |      | 1991 |      |            | SPÖ        | 1A – Burgenland Nord | [ 29 ] |
| Kollross Andreas              |      | 1971 |      |            | SPÖ        | 3F – Thermenregion | [ 26 ] |
| Kopf Karlheinz                |      | 1957 |      |            | ÖVP        | 8B – Vorarlberg Süd | [ 36 ] |
| Köstinger Elisabeth           |      | 1978 |      |            | ÖVP        | 2 – Kärnten | bis 7. Jänner 2020, Nachrücker Peter Weidinger |
| Koza Markus                   |      | 1970 |      |            | GRÜNE      | Bundeswahlvorschlag | |
| Krainer Kai Jan               |      | 1968 |      |            | SPÖ        | 9 – Wien | |
| Krisper Stephanie             |      | 1980 |      |            | NEOS       | 9 – Wien | [ 30 ] |
| Kucharowits Katharina         |      | 1983 |      |            | SPÖ        | 3G – Niederösterreich Ost | [ 26 ] |
| Kucher Philip                 |      | 1981 |      |            | SPÖ        | 2 – Kärnten | [ 23 ] |
| Kugler Gudrun                 |      | 1976 |      |            | ÖVP        | 9G – Wien Nord | |
| Kühberger Andreas             |      | 1974 |      |            | ÖVP        | 6D – Obersteiermark | [ 33 ] |
| Künsberg Sarre Martina        |      | 1976 |      |            | NEOS       | 3 – Niederösterreich | [ 56 ] [ 30 ] [ 26 ] |
| Kuntzl Andrea                 |      | 1958 |      |            | SPÖ        | 9 – Wien | |
| Kurz Sebastian                |      | 1986 |      |            | ÖVP        | Bundeswahlvorschlag | Klubobmann bis 7. Jänner 2020, Nachrückerin Irene Neumann-Hartberger von 14. Oktober 2021 bis 8. Dezember 2021 statt Irene Neumann-Hartberger |
| Laimer Robert                 |      | 1966 |      |            | SPÖ        | 3D – Niederösterreich Mitte                                                                                                   | [ 26 ] |
| Lausch Christian              |      | 1969 |      |            | FPÖ        | 3 – Niederösterreich | [ 26 ] |
| Leichtfried Jörg              |      | 1967 |      |            | SPÖ        | 6 – Steiermark | |
| Leinfellner Markus            |      | 1980 |      |            | FPÖ        | 6 – Steiermark | ab 16. Juli 2024, Nachrücker für Petra Steger, Bundeswahlvorschlag (Hannes Amesbauer, Bundeswahlvorschlag / Wolfgang Zanger, Regionalparteiliste 6D) |
| Lercher Max                   |      | 1986 |      |            | SPÖ        | 6D – Obersteiermark | |
| Linder Maximilian             |      | 1964 |      |            | FPÖ        | 2 – Kärnten | seit 12. April 2023, Nachrücker für Erwin Angerer |
| Lindinger Klaus               |      | 1988 |      |            | ÖVP        | 4C – Hausruckviertel | [ 37 ] |
| Lindner Mario                 |      | 1982 |      |            | SPÖ        | Bundeswahlvorschlag | seit 1. April 2021, Nachrücker für Thomas Drozda |
| Litschauer Martin             |      | 1974 |      |            | GRÜNE      | 3 – Niederösterreich | [ 26 ] |
| Loacker Gerald                |      | 1973 |      |            | NEOS       | 8 – Vorarlberg | [ 36 ] [ 30 ] |
| Lopatka Reinhold              |      | 1960 |      |            | ÖVP        | 6B – Oststeiermark | bis 2. Juli 2024 (Wechsel ins EU-Parlament), Nachrückerin Kerstin Fladerer |
| Mahrer Karl                   |      | 1955 |      |            | ÖVP        | 9 – Wien | bis 17. Dezember 2021 Nachrücker Martin Engelberg (Landeswahlkreis 9 – Wien) bzw. Bettina Rausch (Bundesparteiliste) |
| Marchetti Nico                |      | 1990 |      |            | ÖVP        | 9D – Wien Süd | [ 63 ] |
| Margreiter Johannes           |      | 1958 |      |            | NEOS       | 7 – Tirol | [ 30 ] |
| Matznetter Christoph          |      | 1959 |      |            | SPÖ        | 9 – Wien | |
| Maurer Sigrid                 |      | 1985 |      |            | GRÜNE      | 9 – Wien | Klubobfrau seit Jänner 2020 in Nachfolge von Werner Kogler |
| Meinl-Reisinger Beate         |      | 1978 |      |            | NEOS       | 9 – Wien | Klubobfrau |
| Melchior Alexander            |      | 1980 |      |            | ÖVP        | Bundeswahlvorschlag | |
| Minnich Andreas               |      | 1974 |      |            | ÖVP        | 3A – Weinviertel | [ 60 ] |
| Moser Josef                   |      | 1955 |      |            | ÖVP        | Bundeswahlvorschlag | bis 31. März 2020, Nachrücker Werner Saxinger |
| Muchitsch Josef               |      | 1967 |      |            | SPÖ        | 6 – Steiermark | |
| Mühlberghuber Edith           |      | 1964 |      |            | FPÖ        | 3 – Niederösterreich | bis 22. März 2023, Nachrücker Werner Herbert |
| Nehammer Karl                 |      | 1972 |      |            | ÖVP        | Bundeswahlvorschlag | bis 7. Jänner 2020, Nachrücker Rudolf Taschner |
| Neßler Barbara                |      | 1991 |      |            | GRÜNE      | 7 – Tirol | [ 53 ] |
| Neumann-Hartberger Irene      |      | 1974 |      |            | ÖVP        | Bundeswahlvorschlag | ab 9. Jänner 2020, Nachrückerin für Sebastian Kurz bis 13. Oktober 2021, Nachrücker Sebastian Kurz seit 9. Dezember 2021 |
| Niss Maria                    |      | 1977 |      |            | ÖVP        | 9 – Wien | |
| Nussbaum Verena               |      | 1970 |      |            | SPÖ        | 6A – Graz und Umgebung | |
| Obernosterer Gabriel          |      | 1955 |      |            | ÖVP        | 2C – Kärnten West | [ 65 ] |
| Oberrauner Petra              |      | 1965 |      |            | SPÖ        | 2 – Kärnten | [ 23 ] |
| Ofenauer Friedrich            |      | 1973 |      |            | ÖVP        | 3D – Niederösterreich Mitte                                                                                                   | [ 26 ] |
| Ottenschläger Andreas         |      | 1975 |      |            | ÖVP        | 9F – Wien Nord-West | |
| Oxonitsch Christian           |      | 1961 |      |            | SPÖ        | 9F – Wien Nord-West | ab 15. Dezember 2022, Nachrücker für Nurten Yılmaz |
| Pfurtscheller Elisabeth       |      | 1964 |      |            | ÖVP        | 7D – Oberland | [ 53 ] |
| Plakolm Claudia               |      | 1994 |      |            | ÖVP        | 4 – Oberösterreich | bis 6. Dezember 2021, Nachrücker Manfred Hofinger auf Landesliste bzw. Andrea Holzner auf der Regionalparteiliste 4B |
| Pöttinger Laurenz             |      | 1964 |      |            | ÖVP        | 4C – Hausruckviertel | [ 37 ] |
| Prammer Agnes Sirkka          |      | 1977 |      |            | GRÜNE      | 4A – Linz und Umgebung | ab 9. Jänner 2020, Nachrückerin für Leonore Gewessler |
| Prinz Nikolaus                |      | 1962 |      |            | ÖVP        | 4 – Oberösterreich | [ 37 ] |
| Ragger Christian              |      | 1973 |      |            | FPÖ        | 2 – Kärnten | [ 23 ] |
| Rauch Walter                  |      | 1978 |      |            | FPÖ        | 6B – Oststeiermark | |
| Rausch Bettina                |      | 1979 |      |            | ÖVP        | Bundeswahlvorschlag | seit 21. Dezember 2021 Nachrückerin für Karl Mahrer (Landeswahlkreis 9 – Wien) bzw. Martin Engelberg (Bundesparteiliste) |
| Reifenberger Volker           |      | 1979 |      |            | FPÖ        | 5 – Salzburg | [ 42 ] |
| Reimon Michel                 |      | 1971 |      |            | GRÜNE      | Bundeswahlvorschlag | [ 29 ] |
| Reiter Carina                 |      | 1988 |      |            | ÖVP        | 5C – Lungau/Pinzgau/Pongau | [ 74 ] |
| Rendi-Wagner Pamela           |      | 1971 |      |            | SPÖ        | Bundeswahlvorschlag | Klubobfrau bis Juni 2023, Nachrückerin Muna Duzdar |
| Ribo Bedrana                  |      | 1981 |      |            | GRÜNE      | 6 – Steiermark | |
| Ries Christian                |      | 1972 |      |            | FPÖ        | 1 – Burgenland | [ 29 ] |
| Rössler Astrid                |      | 1959 |      |            | GRÜNE      | 5 – Salzburg | [ 42 ] |
| Salzmann Gertraud             |      | 1964 |      |            | ÖVP        | 5 – Salzburg | [ 42 ] |
| Saxinger Werner               |      | 1966 |      |            | ÖVP        | Bundeswahlvorschlag | seit 1. April 2020, Nachrücker für Josef Moser |
| Schallmeiner Ralph            |      | 1976 |      |            | GRÜNE      | 4C – Hausruckviertel | [ 37 ] |
| Scharzenberger Corinna        |      | 1990 |      |            | ÖVP        | 6D – Obersteiermark | [ 63 ] |
| Schatz Sabine                 |      | 1978 |      |            | SPÖ        | 4E – Mühlviertel | [ 37 ] |
| Schellhorn Sepp               |      | 1967 |      |            | NEOS       | Bundeswahlvorschlag | bis 24. Juni 2021, Nachfolgerin Julia Seidl ab 28. Februar 2024 anstelle von Julia Seidl |
| Scherak Nikolaus              |      | 1986 |      |            | NEOS       | 3 – Niederösterreich | [ 30 ] [ 26 ] |
| Scheucher-Pichler Elisabeth   |      | 1954 |      |            | ÖVP        | 2A – Klagenfurt | [ 65 ] |
| Schmidhofer Karl              |      | 1962 |      |            | ÖVP        | 6 – Steiermark | bis zum 30. September 2021, Nachrücker Martina Kaufmann (Landesparteiliste 6) bzw. Kurt Egger (Regionalparteiliste 6A) seit dem 14. Juli 2022, Nachrücker für Gaby Schwarz bzw. Josef Smolle Nachrückerin Juliane Bogner-Strauß bis 18. Oktober 2023, Nachrückerin Juliane Bogner-Strauß |
| Schmidt Michaela              |      | 1983 |      |            | SPÖ        | 5 – Salzburg | seit 20. September 2023 Nachrückerin für Cornelia Ecker |
| Schmiedlechner Peter          |      | 1982 |      |            | FPÖ        | 3 – Niederösterreich | [ 26 ] |
| Schmuckenschlager Johannes    |      | 1978 |      |            | ÖVP        | 3 – Niederösterreich | [ 26 ] |
| Schnabel Joachim              |      | 1976 |      |            | ÖVP        | 6C – Weststeiermark | [ 33 ] |
| Schnedlitz Michael            |      | 1984 |      |            | FPÖ        | 3 – Niederösterreich | [ 80 ] |
| Schramböck Margarete          |      | 1970 |      |            | ÖVP        | 7 – Tirol | Nachrückerin Alexandra Tanda |
| Schrangl Philipp              |      | 1985 |      |            | FPÖ        | Bundeswahlvorschlag | |
| Schroll Alois                 |      | 1968 |      |            | SPÖ        | 3C – Mostviertel | |
| Schwarz Gabriela              |      | 1962 |      |            | ÖVP        | Bundeswahlvorschlag bis 10. Juli 2022, Nachrücker Josef Smolle (Bundesliste) bzw. Karl Schmidhofer (Landesliste)              | |
| Schwarz Jakob                 |      | 1985 |      |            | GRÜNE      | 6 – Steiermark | |
| Seemayer Michael              |      | 1976 |      |            | SPÖ        | 4 – Oberösterreich | [ 37 ] |
| Seidl Julia                   |      | 1981 |      |            | NEOS       | Bundeswahlvorschlag | ab 2. August 2021, Nachfolgerin von Sepp Schellhorn bis 27. Februar 2024, Nachrücker Sepp Schellhorn |
| Shetty Yannick                |      | 1995 |      |            | NEOS       | 9 – Wien | [ 30 ] |
| Sieber Norbert                |      | 1969 |      |            | ÖVP        | 8A – Vorarlberg Nord | [ 36 ] |
| Silvan Rudolf                 |      | 1967 |      |            | SPÖ        | 3 – Niederösterreich | [ 80 ] |
| Singer Johann                 |      | 1958 |      |            | ÖVP        | 4D – Traunviertel | [ 37 ] |
| Smodics-Neumann Maria         |      | 1970 |      |            | ÖVP        | 9 – Wien | |
| Smolle Josef                  |      | 1958 |      |            | ÖVP        | 6 – Steiermark | seit 19. Dezember 2019, Nachrücker für Juliane Bogner-Strauß/Martina Kaufmann bis Juli 2022 Landesliste, seit Juli 2022 Bundesliste statt Gaby Schwarz, Nachrücker auf Landesliste Karl Schmidhofer                                                                                      |
| Sobotka Wolfgang              |      | 1956 |      |            | ÖVP        | 3 – Niederösterreich | Nationalratspräsident |
| Spalt Thomas                  |      | 1985 |      |            | FPÖ        | 8 – Vorarlberg | seit 1. November 2022, Nachrücker für Reinhard Eugen Bösch |
| Stammler Clemens              |      | 1974 |      |            | GRÜNE      | 4 – Oberösterreich | ab 9. Jänner 2020, Nachrücker für Stefan Kaineder bis 25. Oktober 2023, Nachrückerin Ulrike Böker |
| Stark Christoph               |      | 1967 |      |            | ÖVP        | 6B – Oststeiermark | [ 33 ] |
| Stefan Harald                 |      | 1965 |      |            | FPÖ        | 9D – Wien Süd | 9D – Wien Süd |
| Steger Petra                  |      | 1987 |      |            | FPÖ        | Bundeswahlvorschlag | bis 15. Juli 2024, Wechsel ins EU-Parlament Nachrücker Markus Leinfellner, Wahlkreis 6 Steiermark (Hannes Amesbauer, Bundeswahlvorschlag / Wolfgang Zanger, Regionalparteiliste 6D) |
| Steinacker Michaela           |      | 1962 |      |            | ÖVP        | 3 – Niederösterreich | [ 26 ] |
| Stocker Christian             |      | 1960 |      |            | ÖVP        | 3E – Niederösterreich Süd | [ 26 ] |
| Stöger Alois                  |      | 1960 |      |            | SPÖ        | 4 – Oberösterreich | [ 37 ] |
| Stögmüller David              |      | 1987 |      |            | GRÜNE      | 4 – Oberösterreich | Wechsel vom Bundesrat in den Nationalrat Nachrückerin im Bundesrat Claudia Hauschildt-Buschberger |
| Strache Philippa              |      | 1987 |      |            | FPÖ        | 9 – Wien | ohne Klubzugehörigkeit |
| Strasser Georg                |      | 1971 |      |            | ÖVP        | 3C – Mostviertel | [ 26 ] |
| Tanda Alexandra               |      | 1962 |      |            | ÖVP        | 7 – Tirol | ab 9. Jänner 2020, Nachrückerin für Margarete Schramböck |
| Taschner Rudolf               |      | 1953 |      |            | ÖVP        | Bundeswahlvorschlag | ab 9. Jänner 2020, Nachrücker für Karl Nehammer |
| Tomaselli Nina                |      | 1985 |      |            | GRÜNE      | 8 – Vorarlberg | Wechsel vom Landtag in den Nationalrat |
| Totter Agnes                  |      | 1974 |      |            | ÖVP        | 6B – Oststeiermark | [ 33 ] |
| Troch Harald                  |      | 1959 |      |            | SPÖ        | 9D – Wien Süd | |
| Vogl Markus                   |      | 1970 |      |            | SPÖ        | 4D – Traunviertel | bis 6. Jänner 2021, Nachrückerin Elisabeth Feichtinger |
| Voglauer Olga                 |      | 1980 |      |            | GRÜNE      | 2 – Kärnten | [ 54 ] |
| Vorderwinkler Petra           |      | 1973 |      |            | SPÖ        | 3 – Niederösterreich | |
| Weber Johann                  |      | 1965 |      |            | ÖVP        | 2D – Kärnten Ost | Wechsel vom Landtag in den Nationalrat, Nachrücker im Landtag Hannes Mak |
| Weidinger Peter               |      | 1977 |      |            | ÖVP        | 2 – Kärnten | ab 9. Jänner 2020, Nachrücker für Elisabeth Köstinger |
| Weratschnig Hermann           |      | 1975 |      |            | GRÜNE      | 7 – Tirol | |
| Werner Katharina              |      | 1985 |      |            | NEOS       | 4 – Oberösterreich | ab 2. November 2021, Nachrückerin für Felix Eypeltauer |
| Wimmer Petra                  |      | 1965 |      |            | SPÖ        | 4C – Hausruckviertel | [ 37 ] |
| Wimmer Rainer                 |      | 1955 | 2025 |            | SPÖ        | Bundeswahlvorschlag | [ 37 ] |
| Wöginger August               |      | 1974 |      |            | ÖVP        | 4B – Innviertel | Klubobmann seit Jänner 2020 in Nachfolge von Sebastian Kurz |
| Wurm Peter                    |      | 1965 |      |            | FPÖ        | 7 – Tirol | [ 53 ] |
| Yildirim Selma                |      | 1969 |      |            | SPÖ        | 7 – Tirol | [ 53 ] |
| Yılmaz Nurten                 |      | 1957 |      |            | SPÖ        | 9F – Wien Nord-West | bis 14. Dezember 2022, Nachrücker Christian Oxonitsch |
| Zadić Alma                    |      | 1984 |      |            | GRÜNE      | Bundeswahlvorschlag | Wechsel von JETZT zu den Grünen bis 7. Jänner 2020, Nachrücker Georg Bürstmayr |
| Zanger Wolfgang               |      | 1968 |      |            | FPÖ        | 6 – Steiermark | |
| Zarits Christoph              |      | 1980 |      |            | ÖVP        | 1A – Burgenland Nord | [ 29 ] |
| Zopf Bettina                  |      | 1974 |      |            | ÖVP        | 4D – Traunviertel | [ 37 ] |
| Zorba Süleyman                |      | 1993 |      |            | GRÜNE      | 3 – Niederösterreich | [ 54 ] |